# مردم قانقلی
قانقلی ها مردمانی تُرک‌نژاد بودند که از دوران دودمان تانگ تا روی کار آمدن امپراتوری مغول و دودمان یوان، در آسیای مرکزی حضور داشتند.
احتمالاً این مردمان مربوط به قبچاق‌ها یا پچنگ‌ها بوده اند یا ممکن است شاخه‌ای از گوک‌ترک‌ها باشند که توسط دودمان تانگ چین تحت سلطه قرار گرفتند.

## پیشینه تاریخی
امپراتور بیزانس کنستانتینوس هفتم در کتاب خود به نام «د ادمینستراندو امپریو»، از سه قبیله پچنگ یاد کرده است. احتمالاً یکی از این سه قبیله قانقلی ها هستند که در سنگ نبشته اورخون در مغولستان امروزی هم نام آنها آمده است.
بعد از سقوط خانات پچنگ در اوایل قرن ۱۰، نقش قانقلی ها در منطقه پررنگ تر شد. گروه‌های مختلفی از اقوام ترک، که قبلاً متمایز و متفاوت بودند، تا قرن ۱۳ به یکدیگر نزدیک شده و در یکدیگر ادغام شدند. گروه شرقی ترکان ساکن دشت قبچاق به نام قانقلی شناخته می‌شدند.
بسیاری از جنگجویان قانقلی در قرن ۱۱ به امپراتوری خوارزمشاهی پیوستند. در سال ۱۱۷۵ میلادی برخی از آن‌ها در شمال دریاچه بالقاش زندگی می‌کردند و وفاداری خود را از قراختاییان به دودمان جین تغییر دادند.
آن‌ها توسط لشکرکشی های چنگیز خان در جریان فتوحات مغول در آسیای مرکزی در سال‌های ۱۲۱۹-۱۲۲۳ تحت سلطه مغول درآمدند. سپس جوجی بقایای آن‌ها که هنوز در قرقیزستان امروزی و دشت قبچاق زندگی می‌کردند را در سال ۱۲۲۵ سرکوب کرد. باقی‌ قانقلی ها در خوارزم نیز پس از مقاومت طولانی تحت فرماندهی سلطان جلال الدین خوارزمشاه علیه جورماغون سردار مغول، نهایتاً خود را به خان بزرگ مغول اوگتای خان تسلیم کردند.
پس از حمله مغول‌ها، قانقلی های باقی‌مانده، در ترکان و مغولان دیگر ذوب شدند.
در بین قزاق‌ها، ازبک‌ها، قرقیزها، باشقیرها، نوقایی‌ها، قره‌قالپاق ها و یاقوت‌ها گروه هایی از قانقلی ها وجود دارند.

## افراد سرشناس
- هاما، وزیر طغون تیمور، امپراتور دودمان یوآن
- علی‌خان اسماعیلوف، نخست وزیر قزاقستان[۸]